# Jakovljeva poslanica
Jakovljeva poslanica (grč. Ἰακώβου) dvadeseta je knjiga Novoga zavjeta. Kratica je za ovu knjigu: Jak.

## Naziv
Grčki naslov poslanice u hrvatskom je prijevodu Novog zavjeta Jakovljeva poslanica, prema imenu autora poslanice.

## Književna vrsta
Izuzme li se naslov (1,1), Jakovljeva poslanica nema nijedno od svojstava pisma pa više izgleda kao homilija ili propovijed. Završava naglo bez i najmanjeg traga poslaničke formule. Po obliku je niz moralnih poticaja. Spis je srodan sa starozavjetnom mudrosnom književnošću, osobito s Izrekama i Knjigom Sirahovom. Židovski utjecaj dopunjen je kršćanskim duhom i pobudama, te bliskom srodnošću s Isusovim učenjem. Vidljive su teme radosti u patnjama s nadom u nebesku nagradu, o oproštenju grijeha itd. Jakovljeva poslanica očito je nadahnuta usmenom predajom i prvim pisanim izvještajima, a pisana je na grčkom jeziku.

## Autor
Kao autor poslanice naveden je Jakov, vjerojatno onaj poznat kao brat Gospodinov (Mt 13,55), vrlo značajna i utjecajna osoba u jeruzalemskoj Crkvi (Dj 12,17; Gal 1,19; 2,9-12). Umro je mučeničkom smrću oko 62. g. Danas se, međutim, znanstvenici drže da nije riječ ni o jednom Jakovu poznatom iz evanđelja, nego o nekom kasnijem piscu koji se poziva na autoritet brata Gospodinova.

## Naslovnici
Spis je upućen dvanaestorma plemenâ Raseljeništva (1,1), zacijelo kršćanima židovskog podrijetla raspršenima u grčko-rimskom svijetu, nadasve u graničnim područjima s Palestinom, kao što su Sirija i Egipat. Upućena je sredini u kojoj postoje izrazite društvene razlike (bogataši i siromasi). Jakov pokazuje svu svoju ljubav prema ožalošćenima i slabima, za njih je prije svega i napisao poslanicu. 

## Vrijeme nastanka
Ako se zastupa autentičnost poslanice, drži se da je nastala vrlo rano, između godine 35. i 50. jer ovaj spis sadrži oznake prvotnog kršćanstva. Drugi pak pretpostavljaju da je Jakov napisao poslanicu potkraj svoga života, između 57. i 62. g. Bliski dodiri između ove poslanice i Prve Petrove poslanice potkrepljuju ovo vrijeme pisanja. Oni koji odbacuju Jakovljevo autorstvo datiraju je potkraj I. st. Dokaz je srodnost Jakovljeve poslanice s Prvom Klementovom poslanicom iz razdoblja oko 96. – 98. godine. Jakovljeva poslanica, kao i mnogi drugi novozavjetni spisi, ne može se sa sigurnošću točno datirati. 

## Struktura
Jakovljeva poslanica započinje naslovom i pozdravom (1,1), zatim govori o dobrim stranama kušnje (1,2-4), o Božjem odgovoru na molitvu (1,5-12), o Bogu i napasti (1,13-18), o tome da su djela važnija od riječi (1,19-27). Drugo poglavlje govori o razlici među ljudima (2,1-13) i o vjeri i djelima (2,14-26), a u daljnjim poglavljima o grijesima (3,1-12; 4,1-17; 5,1-6), o mudrosti (3,13-18), te na kraju o dobru i brizi za obraćenje duša (5,7-20).

## Sadržaj
Jakov piše dvanaestorma plemenâ Raseljeništva, ili svim kršćanima koji su novi narod Božji, daleko od svoje prave domovine. Patnje bi trebale biti izvor radosti, jer se na njima ispituje vjera i stječe postojanost (1,2-8). 
Siromah može biti sretan ako je otkrio prave duhovne vrednote (1,9-11). Zatim govori o kušnji. Čovjeka zavode njegove vlastite želje koje vode k grijehu i u smrt (1,13-15), a Bog ne šalje kušnju, nego dobre i savršene darove, tj. preporod preko evanđelja (1,16s). Prava se pobožnost dokazuje u služenju onima koji su u potrebi i u izbjegavanju zloće u svijetu (1,26s). Odlomak 2,1-13 bavi se društvenim razlikama te izražava žaljenje zbog zapostavljanja siromaha. Jedino se u ovom odlomku navodi ime Isusovo: Gospodin naš Isus Krist, slavni (2,1). Kršćani se trebaju ravnati po kraljevskom zakonu bratske ljubavi. 
U središtu teologije Jakovljeve poslanice jest vjera u jedinoga Boga: Ti vjeruješ da ima samo jedan Bog. Dobro činiš! (2,19). 
Piše o svladavanju jezika (3,1-12). Samo zreli kršćanin može kontrolirati svoj jezik. Mudri mirotvorci stječu bogat plod pravde (3,13-18). S teme o miru Jakovljeva poslanica prelazi na temu o nemirima (4,1-12). Kršćanin se mora opirati đavlu, pun pokajanja prijanjati uz Boga i biti ponizan (4,7-10), te ne smije govoriti loše i osuđivati bližnjeg (4,11s). Nadalje je opomena protiv bogataša (4,13-5,6).
Poslanica završava različitim opomenama (5,12-20). Preporučuje se molitva u patnji i radosti u duhu prošnje i zahvaljivanja (5,13). U 5,14s nalazimo svetopisamski temelj za obred bolesničkog pomazanja. 
Kršćanin koji zalutalog brata dovede ponovno na pravi put spasit će jednu dušu od propasti i pokriti mnoštvo grijeha (5,17-20) čime poslanica naglo završava.

## Poruka knjige
U poslanici je posebno istaknuta vrijednost djela koja su povezana s vjerom. Vjera je bez djela mrtva (2,17). Pred Bogom je mudar onaj koji je nesebičan i brižljiv prema drugima. Kršćanski je život usmjeren na Boga, tko vjeruje u molitvu ima na raspolaganju veliku snagu. Najvažnije je izgubljene vratiti Kristu (5,19s).